# Chicago Temple Building
Chicago Temple Building, ook wel bekend als de First United Methodist Church of Chicago, is een kerkgebouw van de methodisten in de Amerikaanse stad Chicago, dat anno 2024 ook deels voor andere doeleinden gebruikt wordt. Met 173 meter is het strikt genomen de hoogste kerktoren ter wereld, maar officieel wordt meestal alleen de Munster van Ulm als zodanig erkend. Wel is het de oudste kerk van Chicago en de hoogste kerk ter wereld, gemeten vanaf de begane grond.

## Geschiedenis

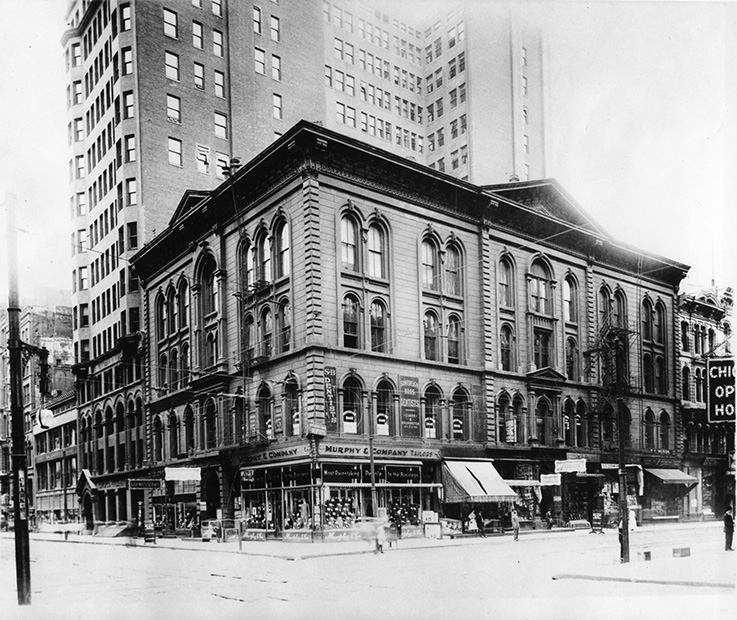
Tweede kerkgebouw (foto vóór 1923)

### Oprichting en eerste kerkgebouwen
Het kerkgenootschap werd in 1831 opgericht en was vanaf 1834 gehuisvest in een blokhut aan de noordkant van de Chicago River. De bouwkosten van de hut bedroegen 580 Amerikaanse dollar. In 1838 verhuisde het genootschap naar de huidige locatie op de hoek van Washington Street. Het eerste gebouw op die plek was een traditioneel, stenen kerkgebouw met een 45 meter hoge toren en werd in 1858 in gebruik genomen voor een bedrag van 12.000 dollar.
De stadsbrand van 1871 verwoestte een aardig deel van de stad, inclusief het kerkgebouw. Daarna verrees een nieuw gebouw op de hoek die intussen in de volksmond bekend was geworden als The Methodist Corner. Het tweede gebouw was groter en moderner, en paste qua vormgeving meer in de stadsomgeving van die tijd; de bouwkusten bedroegen 140.000 dollar. De begane grond werd door de kerk later verhuurd aan een paar lokale winkeliers.

### Huidig gebouw
Na de Eerste Wereldoorlog ontstond er discussie onder de leden van de kerk of het genootschap in het centrum van Chicago zou moeten blijven. Door de groei van de stad was de grond waarop het gebouw stond immers veel waard geworden. Uiteindelijk werd besloten om in het centrum te blijven en een nieuw gebouw te bouwen (het huidige), ontworpen door Holabird and Roche, met een budget van 3,5 miljoen dollar. Het nieuwe gebouw kreeg de naam The First Methodist Episcopal Church-City Temple en moest dienen als stadstempel. In 1922 werd de laatste kerkdienst in het oude gebouw gehouden, waarna de bouw van de nieuwe kerk begon. Predikant John Thompson hield de laatste preek, waarin hij het nieuwe gebouw aankondigde:

Door gewijzigde [lees: verstedelijkte] omstandigheden zijn aanpassingen nodig en is er behoefte gekomen aan een groter, gevarieerder kerkgenootschap. Om die reden zal op deze straathoek een nieuw gebouw verrijzen. Deze prachtige, nieuwe kerk zal de naam ‘The First Methodist Episcopal Church-City Temple’ dragen.

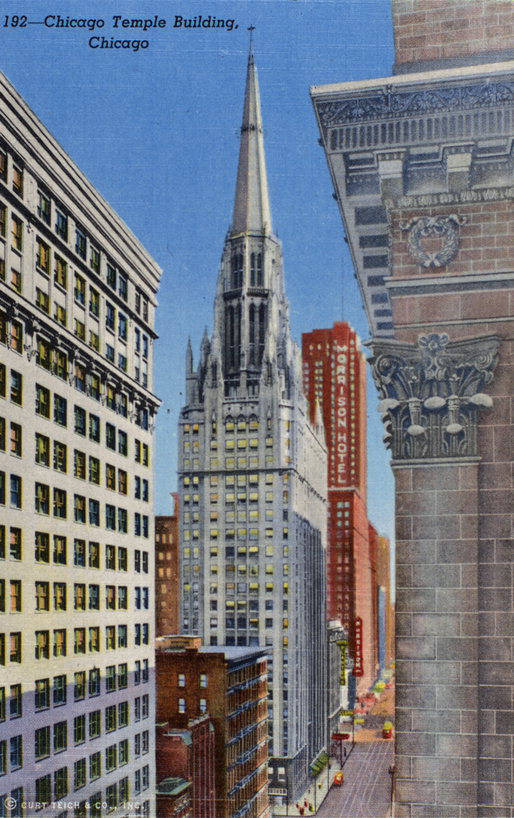
Chicago Temple Building (1941)

De bouw werd in 1923 voltooid en het jaar erop werd het gebouw ingewijd. Tijdens de bouw werd het laatste deel van de naam gewijzigd in The Chicago Temple.

#### Na de bouw
Door de jaren heen werd het kerkgenootschap kleiner, waarna besloten werd delen van het gebouw voor andere doeleinden te gaan gebruiken. In 1952 werd nog wel een kapel toegevoegd op de bovenste verdieping.
Vanaf 2018 werd het gebouw volledig gerenoveerd. De renovatiekosten bedroegen 27 miljoen dollar. Hierbij werd onder meer de kalksteen en verlichte torenspits hersteld, het afzuig- en ventilatiesysteem energiezuiniger gemaakt en werden enkele structurele wijzigingen aangebracht in het kader van de op dat moment geldende bouwvoorschriften.

## Ontwerp

### Exterieur
Chicago Temple Building is 173,13 meter hoog en telt 20 verdiepingen, of 23 inclusief kerkverdiepingen. Met deze hoogte was dit het hoogste gebouw in de stad van 1923 tot 1930, toen de Chicago Board of Trade Building met een hoogte van 184 meter de Chicago Temple Building overtroefde. Het gebouw is ontworpen door Holabird & Roche in neogotische stijl en bekleed met wit en grijs oöliet kalksteen uit Indiana op een stalen frame.

### Interieur
In de lobby is een receptie. De verdiepingen kunnen worden bereikt door middel van trappen of een lift (met uitzondering van de kerkverdiepingen).

#### Kerkinterieur
De grote zaal bestaat uit twee rijen banken en biedt plaats aan 500 personen, of 1000 inclusief staplaatsen. De kapel is veel kleiner van omvang en biedt plaats aan slechts 30 personen.
Er zijn twee altaren, waarvan een in gebruik door de predikant. Op het eerste altaar is een houtgravure aangebracht met Jezus die over de stad Jeruzalem uitkijkt. Kenmerkend aan het tweede altaar is de stenen gravure met Jezus die over de stad Chicago uitkijkt en bedroefd is omdat de inwoners nog steeds niet weten wat vrede is.

##### Ramen
Boven het eerste altaar is een glas-in-loodraam dat het leven van Jezus uitbeeldt. De rest van de raampartijen bestaan uit glas-in-loodramen die gebeurtenissen uit het Oude en Nieuwe Testament en de Oude en Nieuwe Wereld uitbeelden. Ook zijn er (eveneens glas-in-lood)ramen gewijd aan organisaties die het kerkgenootschap hebben helpen opzetten, zoals de Garrett-Evangelical Theological Seminary, Northwestern-universiteit, Wesley Hospital en de Methodist Home for Children.

##### Orgel
Het orgel is vervaardigd door Norman Walt Harris en is naar hem vernoemd: Norman Walt Harris Memorial organ. Anno 2024 wordt het orgel bespeeld door Phillip Kloeckner.

## Gebruik
Het gebouw wordt anno 2024 door het kerkgenootschap deels voor andere doeleinden verhuurd. De eerste bouwlaag is de kelder; op de begane grond is de lobby; op de eerste tot en met de derde etage zijn kleine kerkruimtes en -kantoren; de vierde tot en met 21e zijn kantoorruimten; de 22e huisvest het kerkmuseum; de 23e en 24e zijn in gebruik als woningen en klaslokalen door het kerkgenootschap, en de kapel. De kerk bestaat uit onder meer een kapel (Sky Chapel genaamd), koorruimte, crèche en klaslokalen voor de zondagsschool. Ook is er een keuken en zijn er twee speciale ruimtes voor respectievelijk vrouwen en jonge kinderen.

### Kerkdiensten
Elke woensdag, zaterdag en zondag worden er kerkdiensten gehouden. Elke dinsdag en donderdag worden Christelijke ondersteuningsdiensten geboden voor mensen met een depressie en/of borderline, en elke vrijdag en zondag is er een taizéviering. Verder hebben de gebruikers van het gebouw, waaronder de kerk en enkele advocaten, een gezamenlijke podcast onder de naam The Temple Forum.

### Koren
De kerk beschikt over vier koren: het Chicago Temple Choir, Gospel Choir, Temple Strings en het Handbell Ensemble.
Het 35-koppige Chicago Temple Choir is het grootste van de vier en zingt muziek van alle tijden uit diverse culturen en in meerdere talen. Het Gospel Choir is - zoals de naam doet vermoeden - een gospelkoor en bestaat uit twaalf personen. Temple Strings is een koor geleid door violen, bestaande uit zowel amateurs als professionele violisten. Daarnaast is er ruimte voor onbegeleide stukken. Het Handbell Ensemble speelt met kleine, handzame instrumenten, zoals koperen bellen.

## Galerij

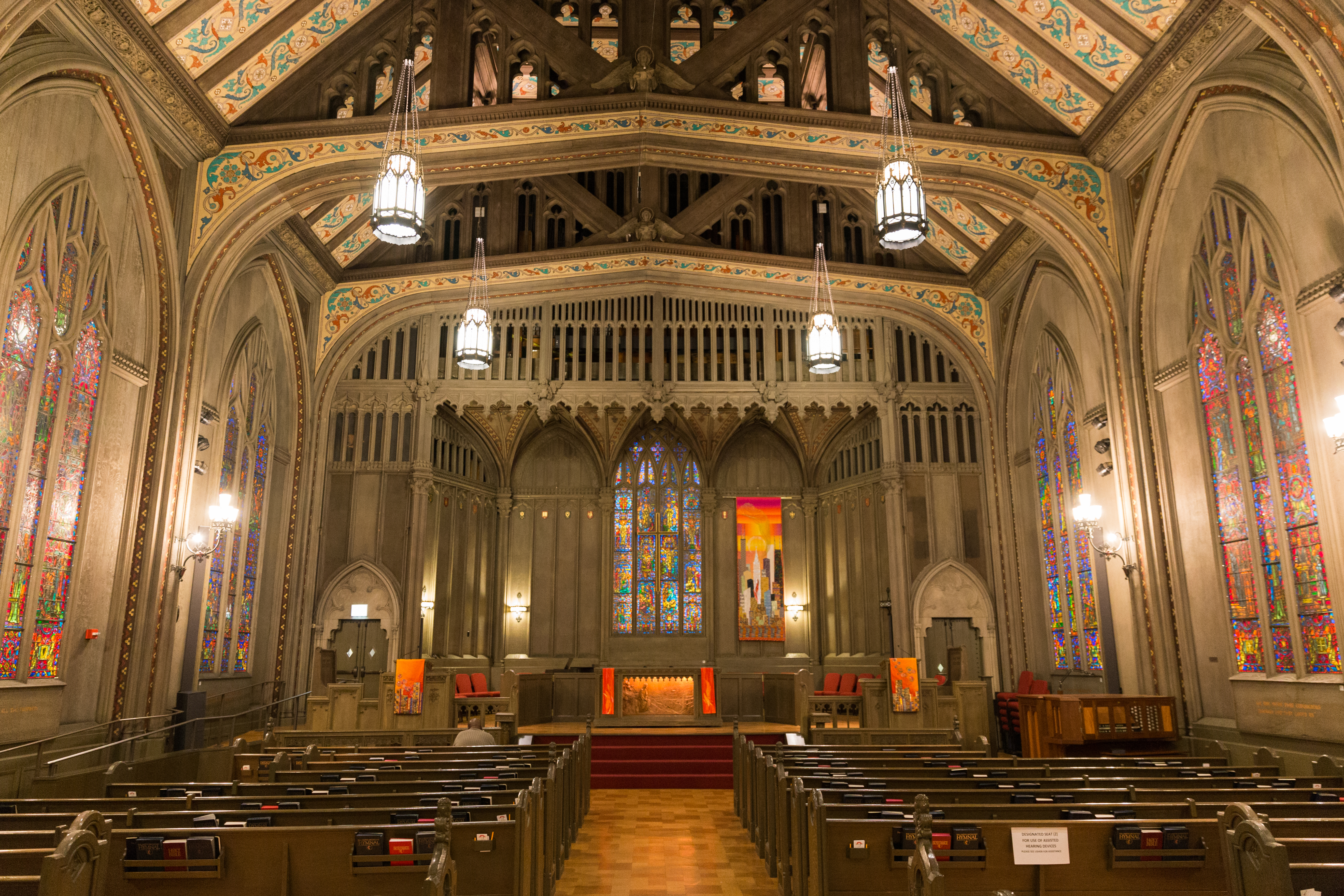
Kerkzaal met altaar en koor
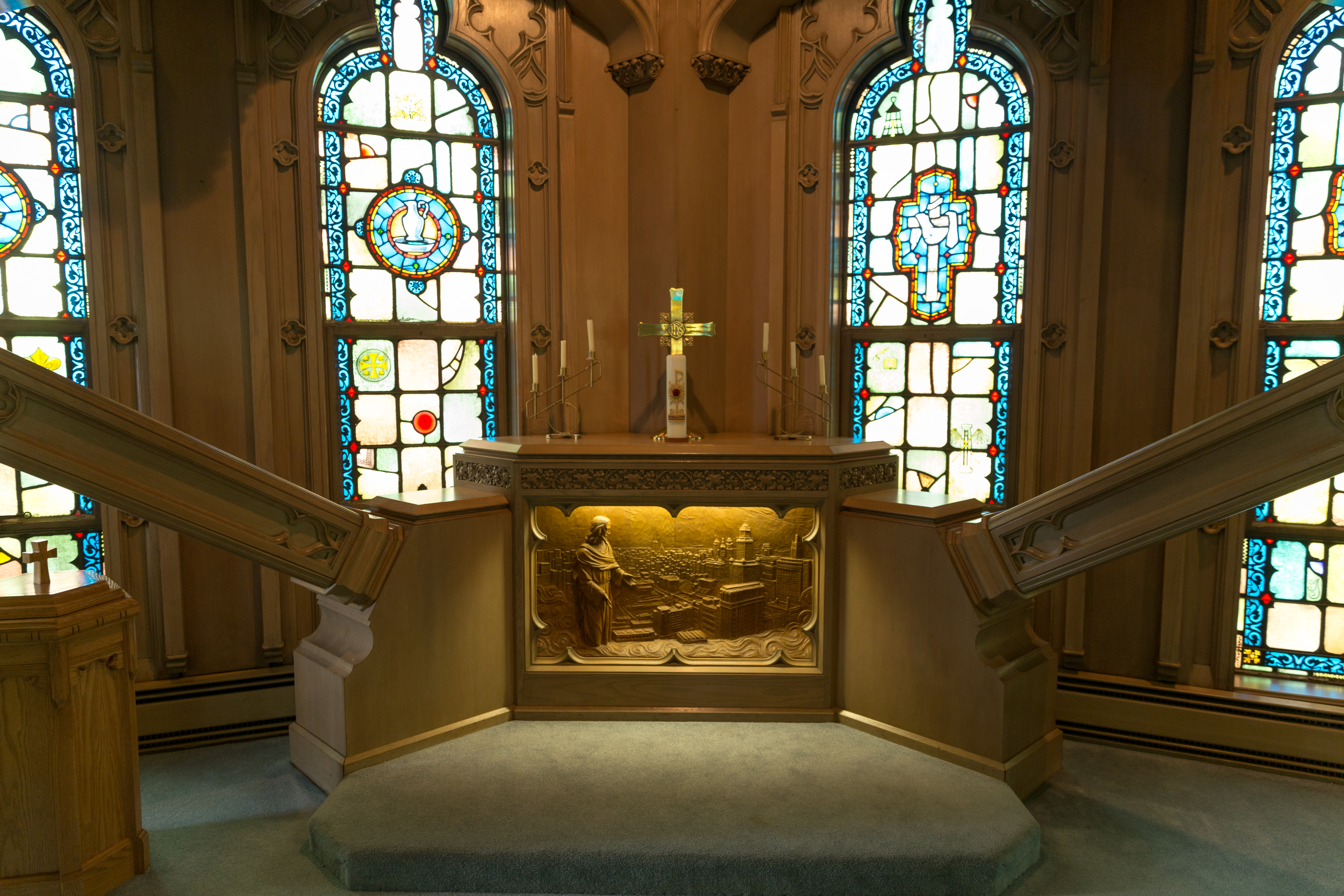
Altaar met Jezus die uitkijkt over Chicago
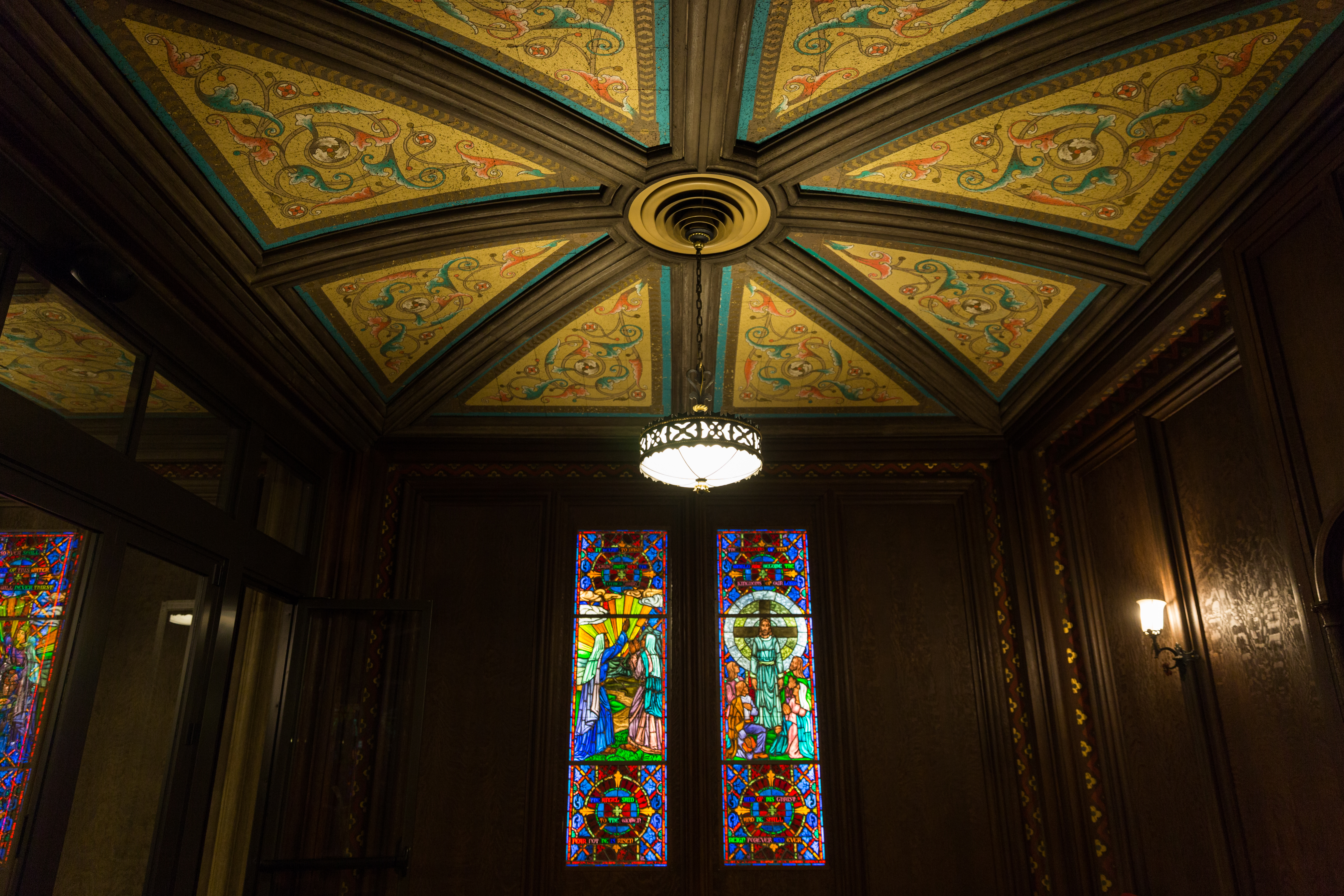
Plafond van een van de kapellen
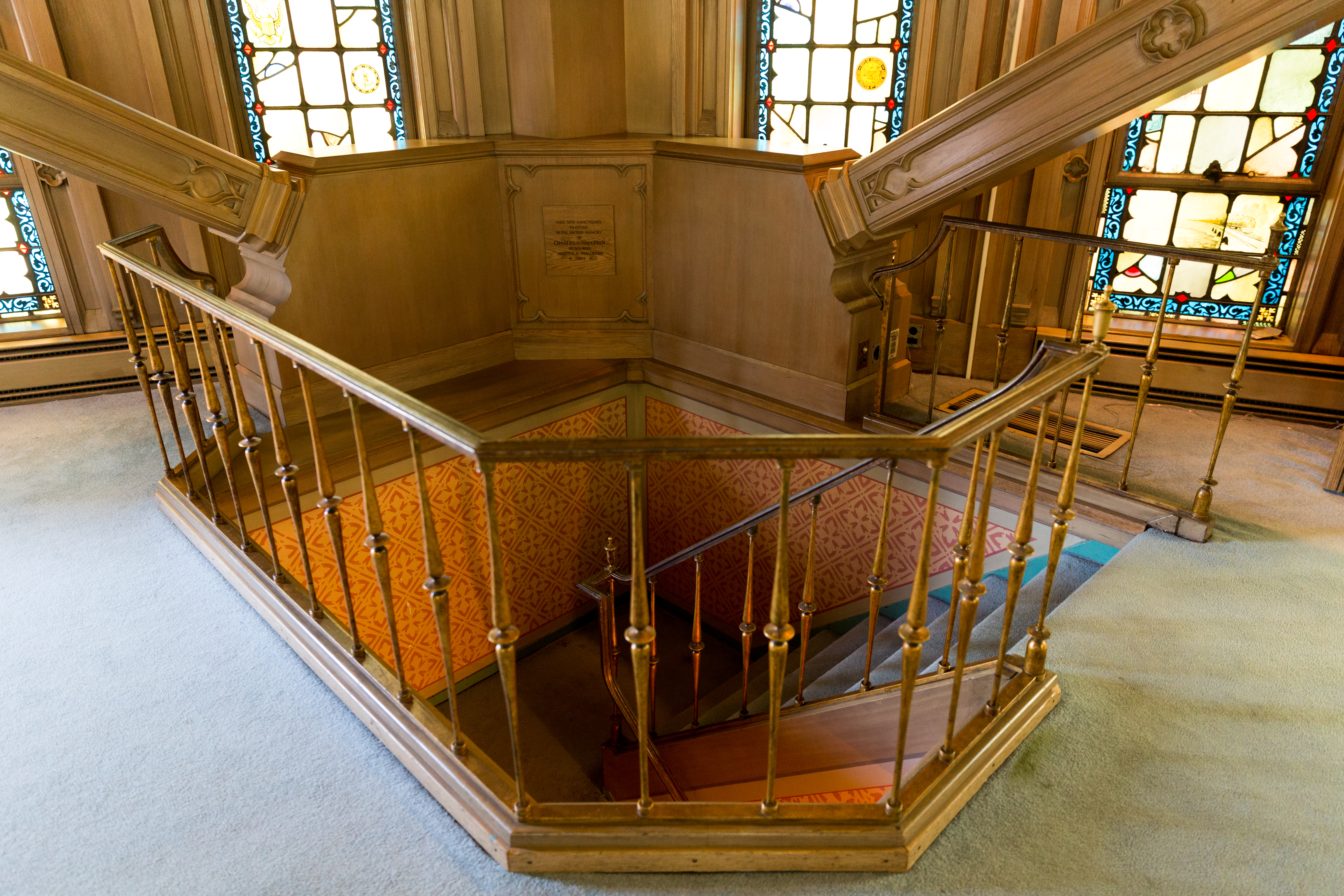
Trappenpartij in de kerk
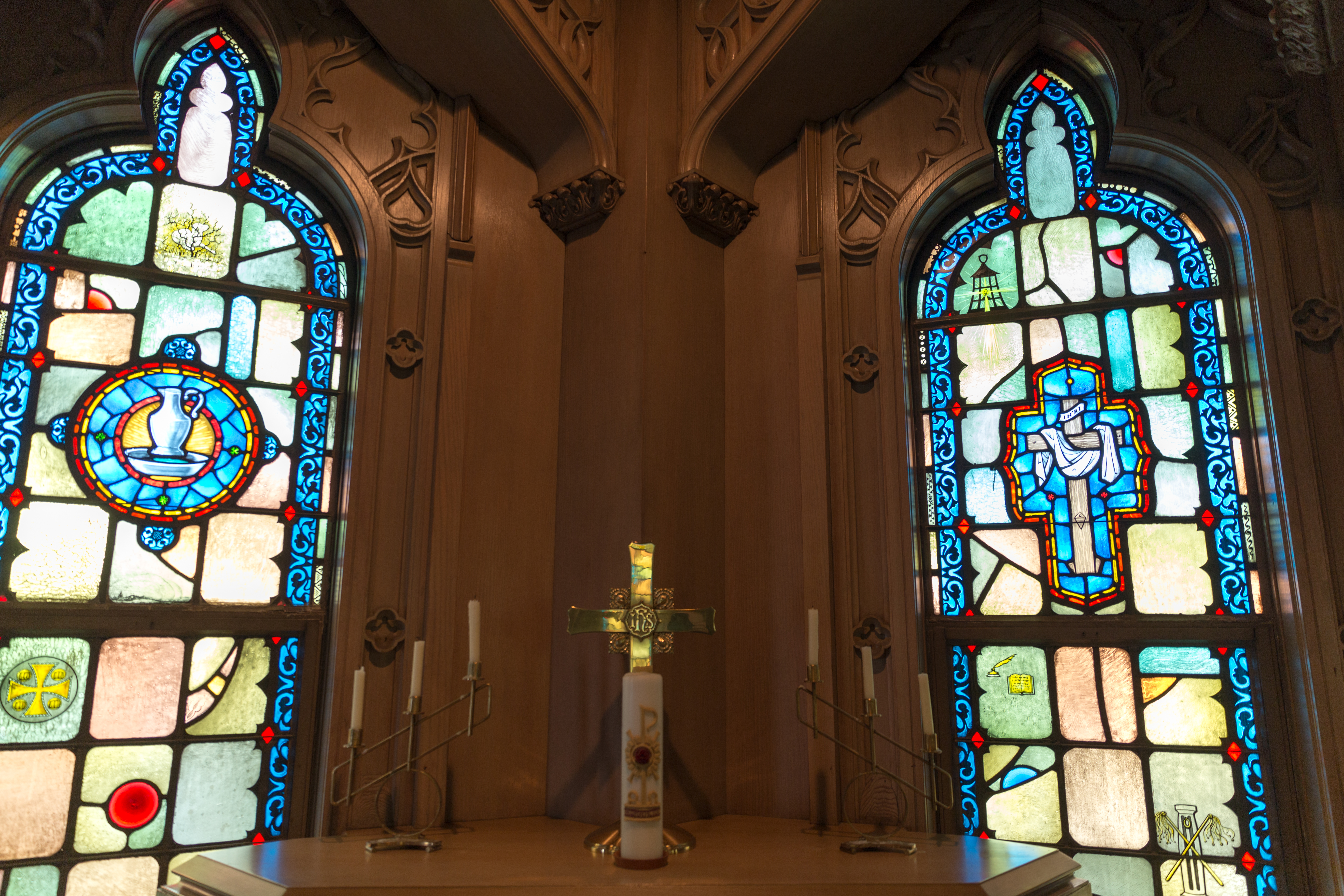
Glas-in-loodramen in de kerk
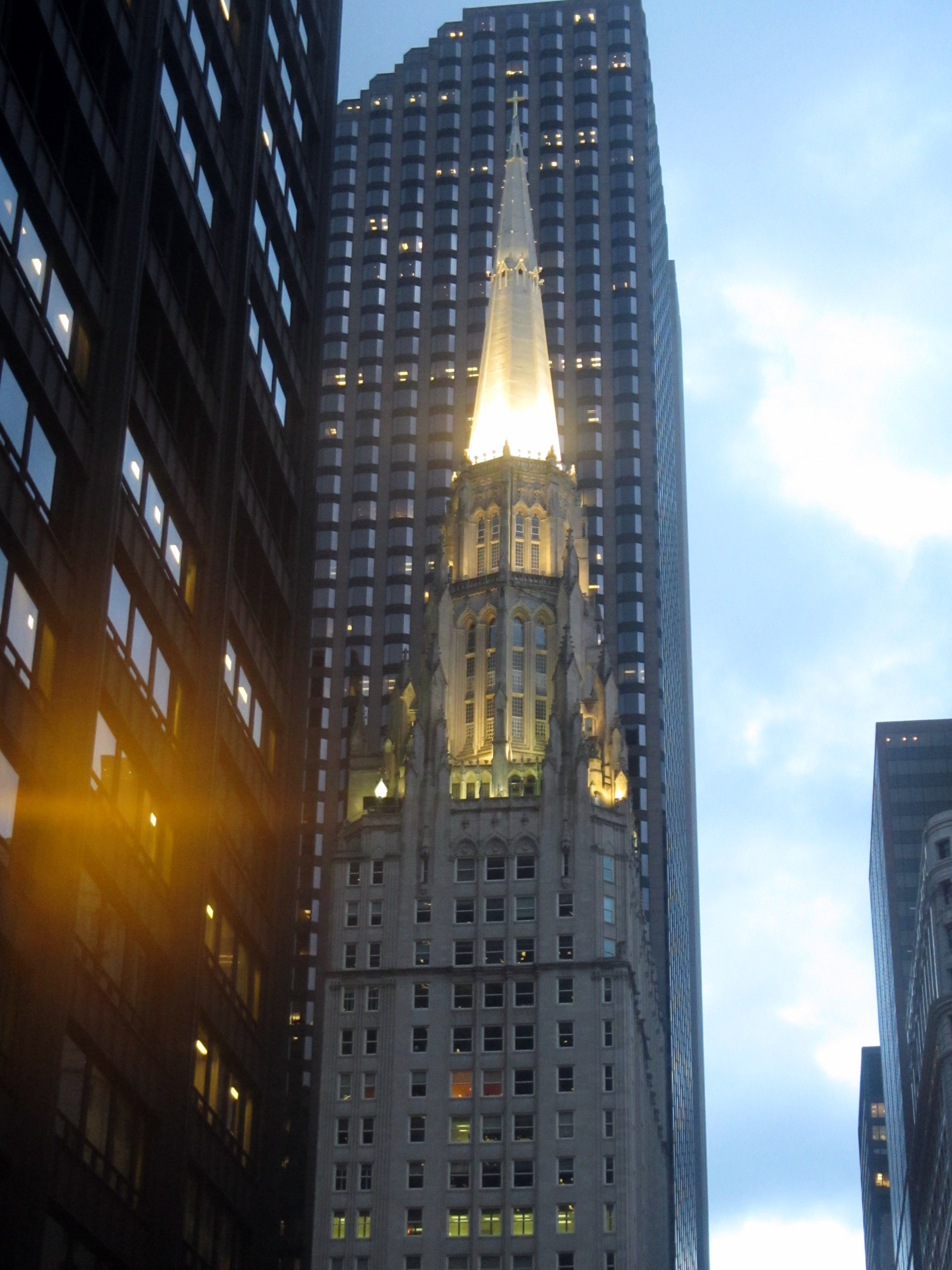
Verlichte torenspits
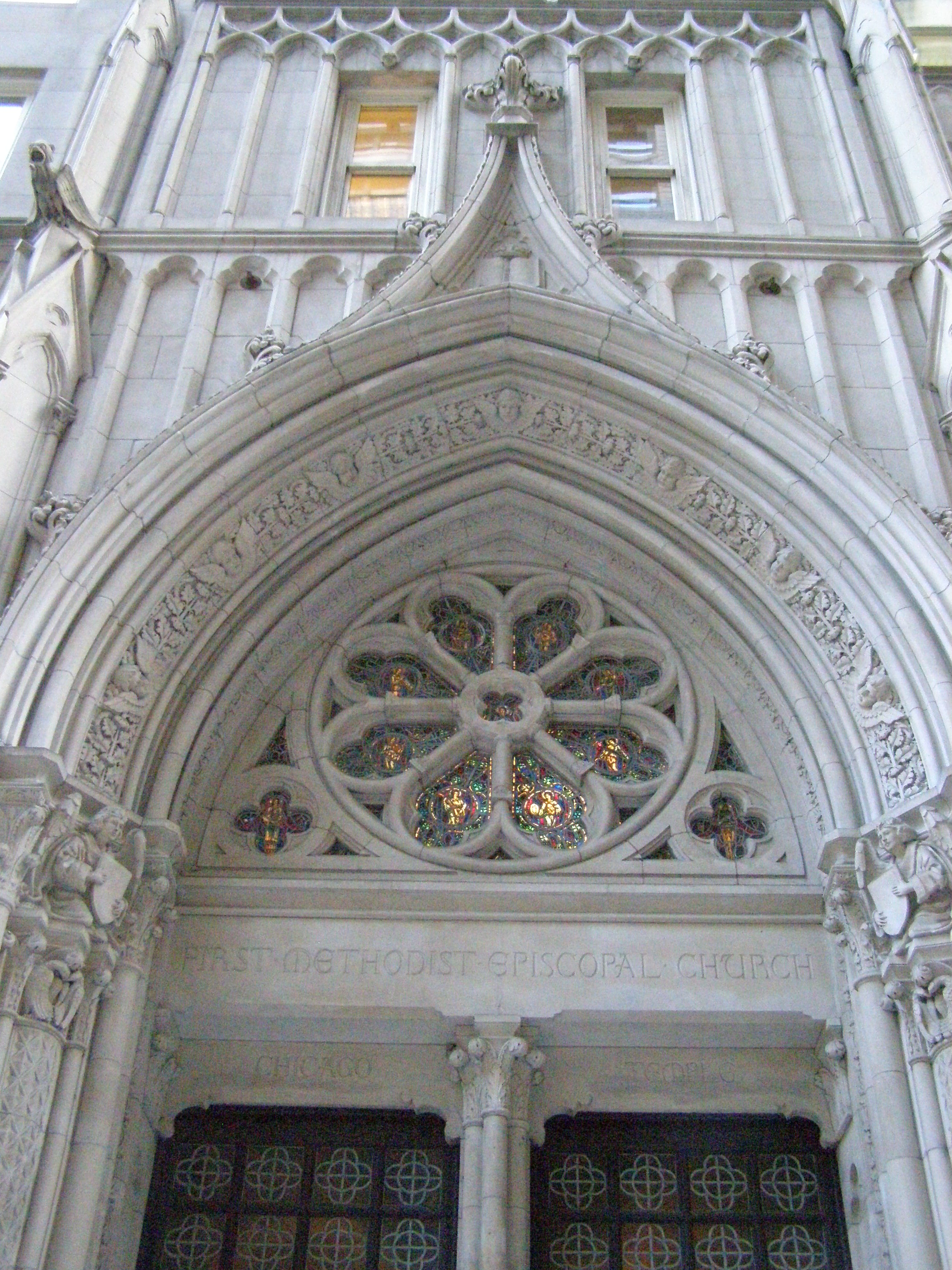
Balkon van de kerk
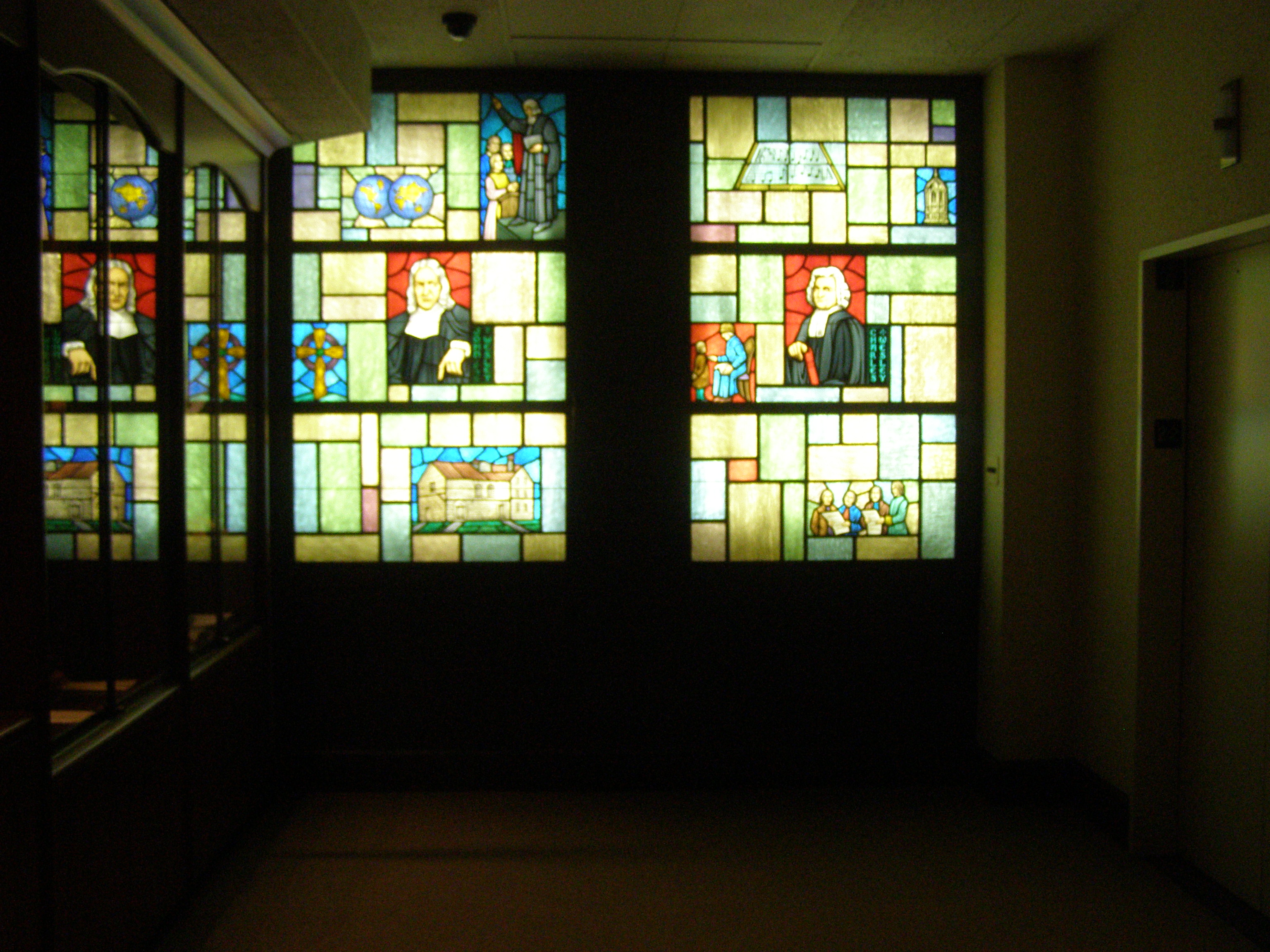
Glas-in-loodramen in de lobby
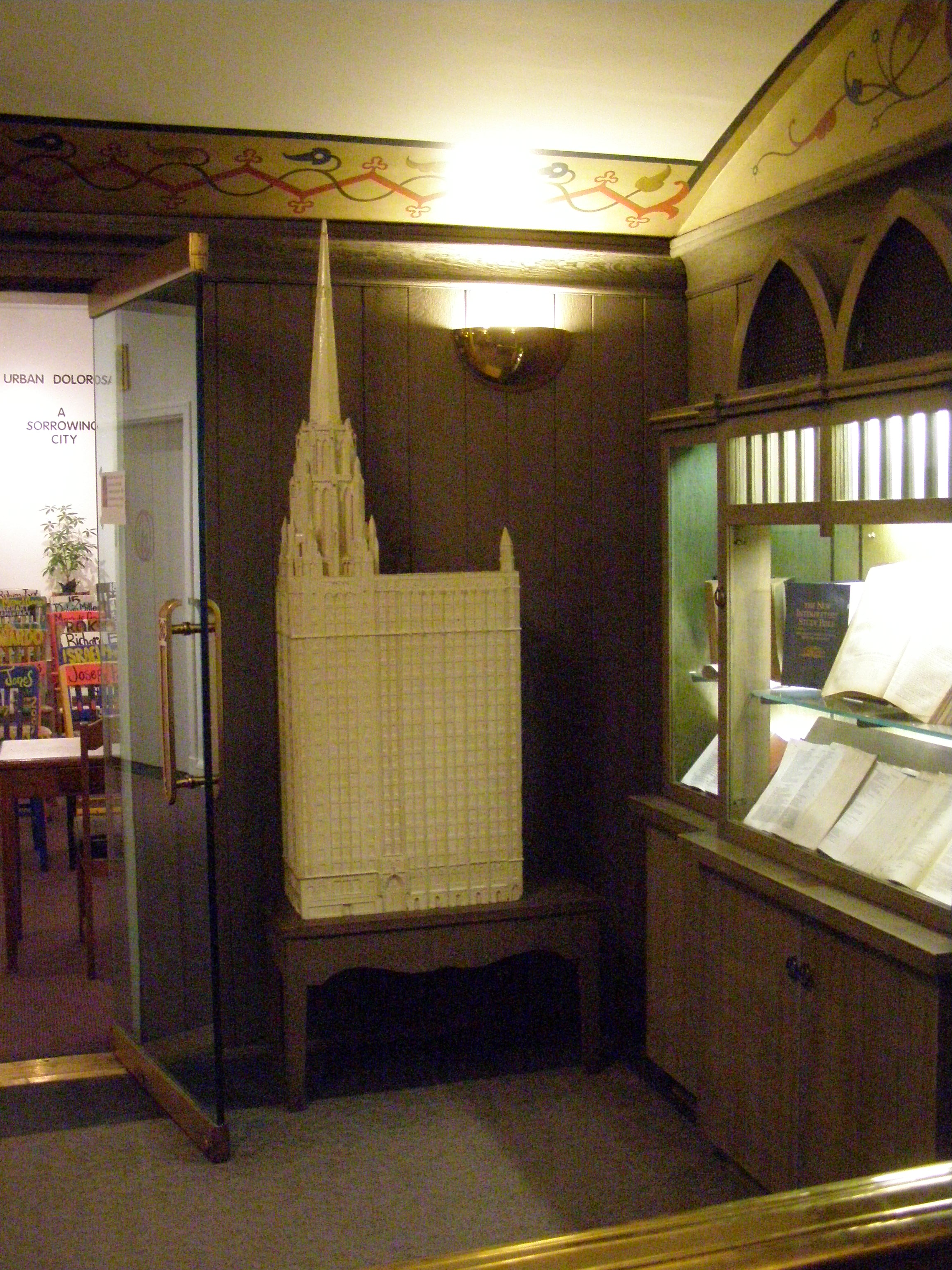
Schaalmodel van het gebouw en boeken in de lobby
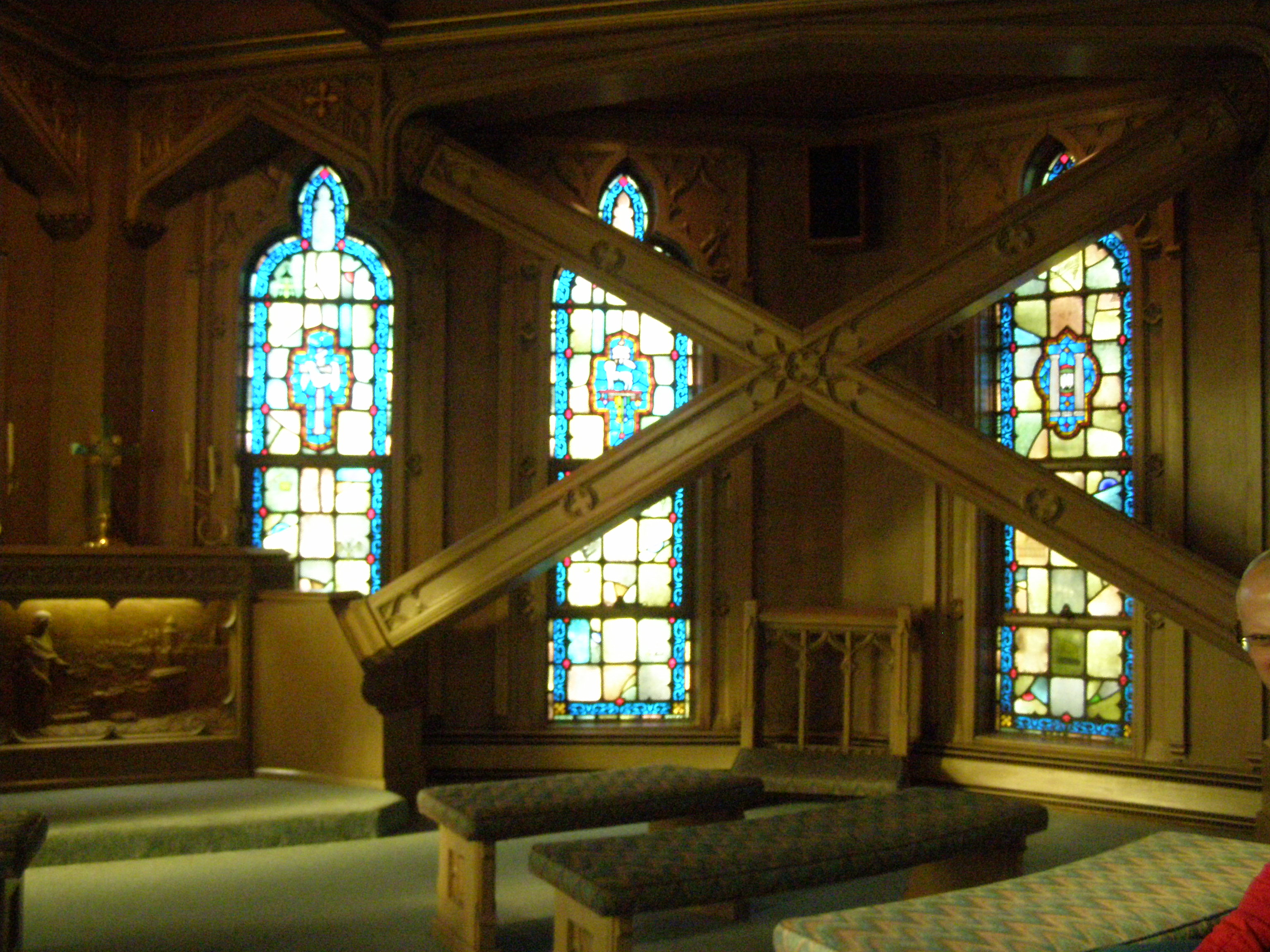
Sky Chapel